# هبریدها

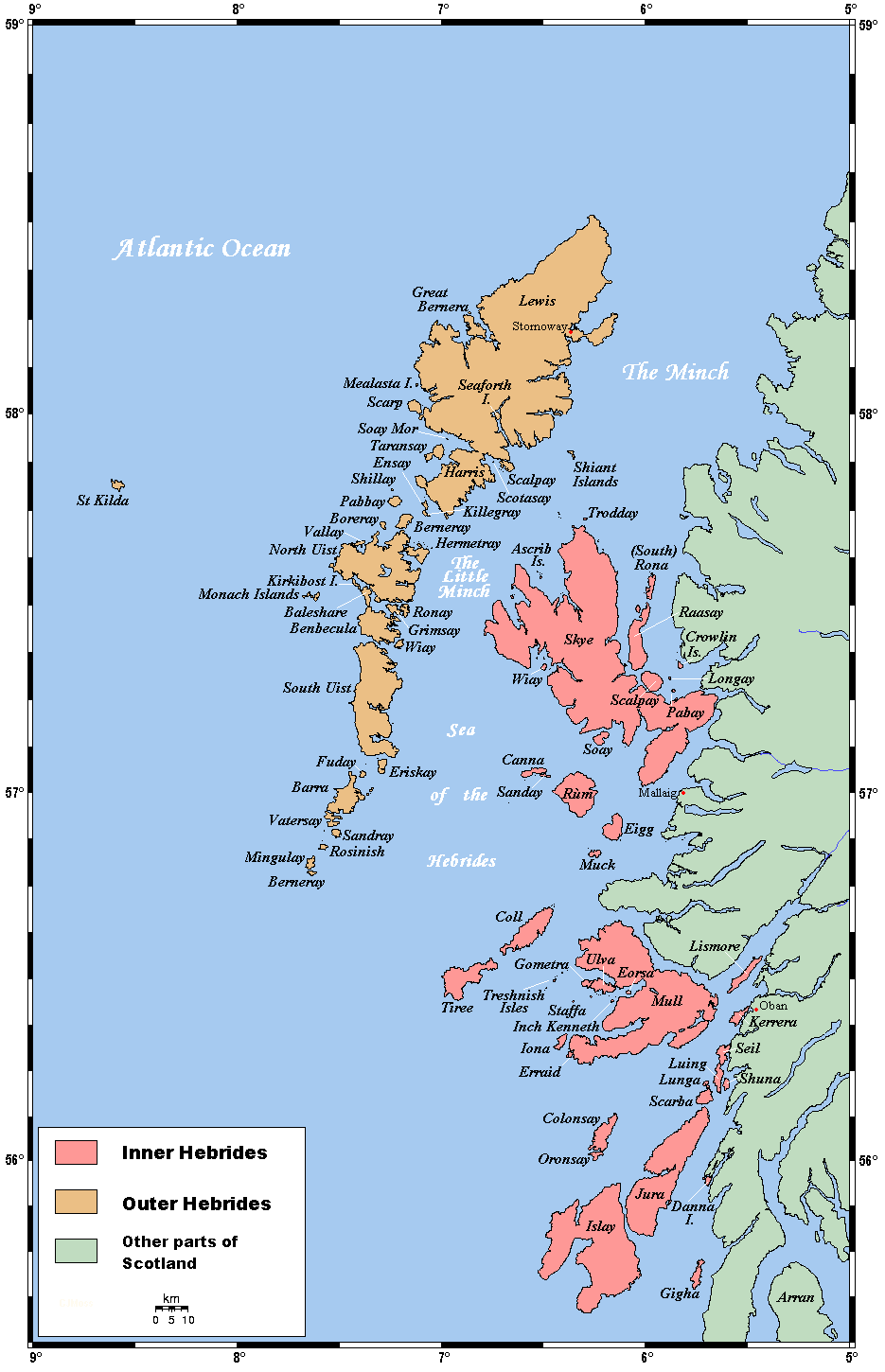
هبرید داخلی و هبرید بیرونی.

هِبریدها (انگلیسی: Hebrides) نام مجمع‌الجزایر گسترده‌ای در ساحل غربی سرزمین اصلی اسکاتلند است که شامل دو مجموعه جزیره است: هبریدهای داخلی و هبریدهای بیرونی. این جزایر پیشینه‌ای طولانی از سکونت دارند که قدمت آن به دوران میان‌سنگی باز می‌گردد. فرهنگ و زبان ساکنان کنونی این جزایر از زبان‌های سلتی، زبان نورس باستان و افراد انگلیسی‌زبان تأثیر پذیرفته است. این گوناگونی فرهنگی در نام‌گذاری جزیره‌ها نیز بازتاب داشته است و این نام‌ها از زبان‌هایی که در دوره تاریخی و احتمالاً پیشاتاریخ استفاده می‌شده، گرفته شده است.
امروزه اقتصاد جزایر هبرید وابسته به کشاورزی، ماهی‌گیری، گردشگری، صنعت نفت و انرژی تجدیدپذیر است.